# Subkutaner ICD

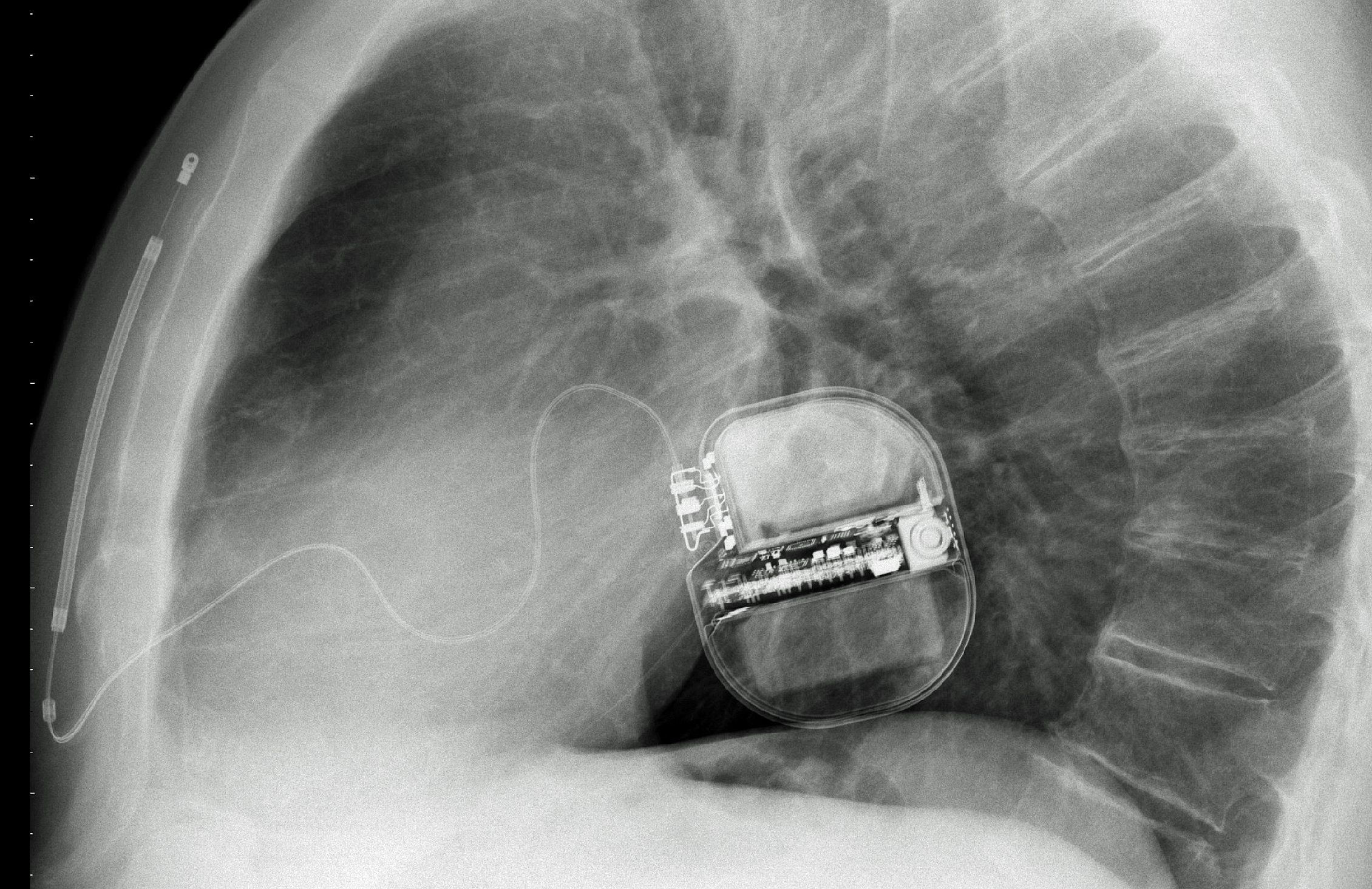
Subkutaner ICD Boston Scientific/Cameron Health Modell 1010 (Seitenansicht, links die Elektrode neben dem Brustbein)

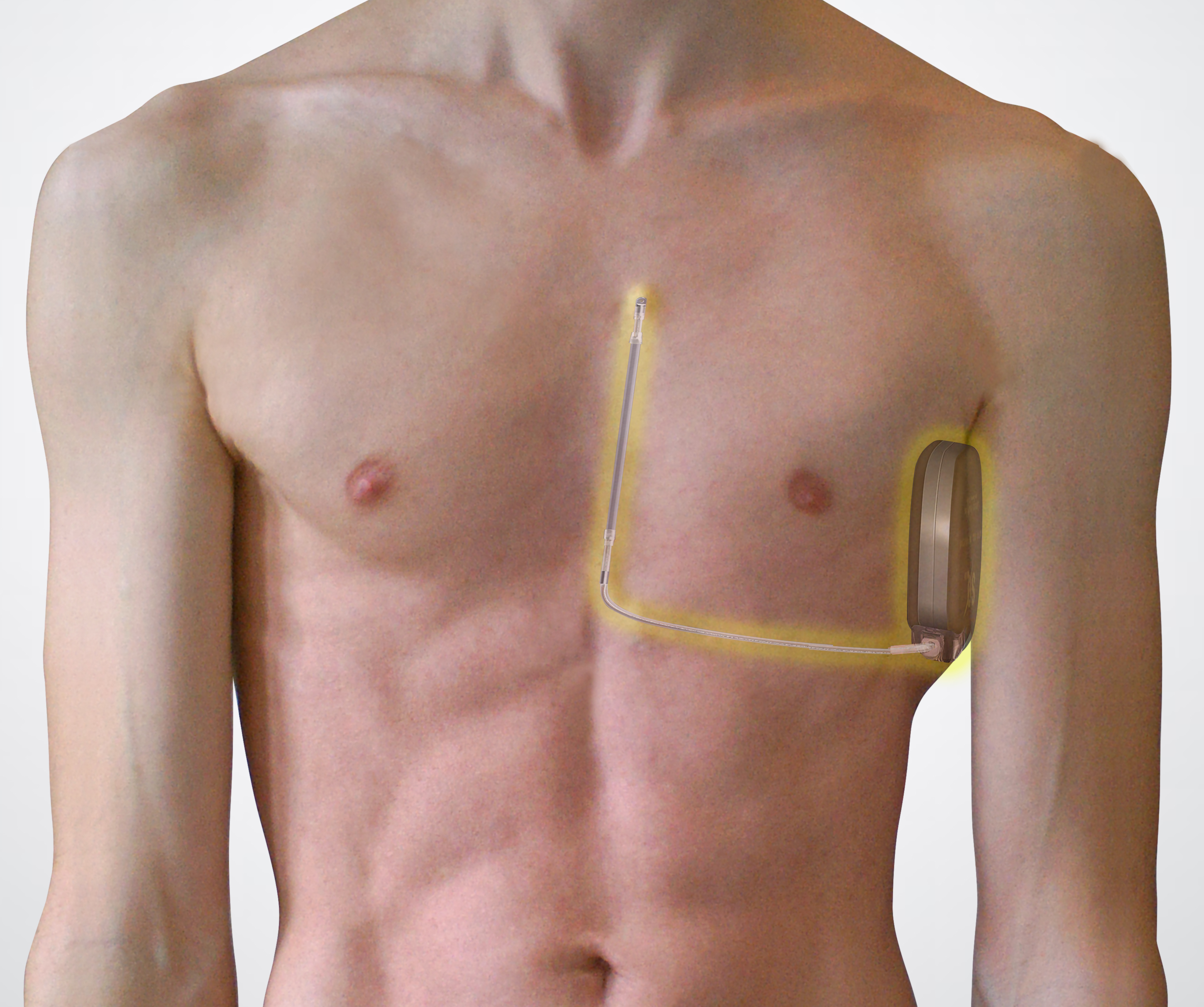

Der subkutan implantierbare Kardioverter/Defibrillator (Subkutaner ICD) gehört zur Familie der ICD-Geräte und wird bei Personen mit dem Risiko eines plötzlichen Herzstillstands implantiert. Anders als ICD-Systeme wird das komplette S-ICD System extrakardial, außen am Brustkorb unter der Haut liegend (subkutan), eingesetzt.

## Geschichte
In Deutschland erleiden jährlich ca. 65.000 Menschen einen plötzlichen Herztod. Die Zahlen im Vereinigten Königreich sind ähnlich hoch. ICD-Geräte können Risikopatienten implantiert werden und das Risiko des plötzlichen Herztodes vermindern. In klinischen Studien wurden entscheidende Überlebensvorteile für TV-ICD Patienten mit fortgeschrittener Herzinsuffizienz, diversen Kardiomyopathien oder Ionenkanalerkrankungen nachgewiesen. Seit der Erstimplantation in den 1980er Jahren wurde die Forschung an den ICDs stetig voran getrieben. Mittlerweile sind die Geräte wesentlich kleiner sowie leichter geworden und verfügen über vielfältige Diagnose- und Überwachungsfunktionen. Eine große Schwachstelle der TV-ICDs sind nicht die Geräte selbst, sondern vielmehr die Elektroden, die vom ICD-Gerät ins Herz geführt werden. Da diese Elektroden bis ins Herz vorgeschoben werden müssen, sind sie relativ dünn und biegsam, was sie wiederum anfälliger für Elektrodenbrüche und entsprechende Folge-Komplikationen machen kann. Die Elektrode ist im Körper dauerhaft unter Belastung. Bricht als Folge die Isolation der Elektrode oder der Leiter, kann es zu inadäquaten Schocks kommen, die die Morbidität und Mortalität erhöhen können. Die Elektrode muss ausgetauscht werden, was das Risiko einer Infektion birgt.

## Vorteile des S-ICDs
Der S-ICD wurde unter anderem dafür entwickelt, die mit den transvenösen Elektroden in Verbindung stehenden Komplikationsrisiken wie Pneumothorax, Hemothorax, Tamponade oder Elektrodenperforation zu vermindern. Potentielle Komplikationen wie beispielsweise Infektionen des Blutkreislaufes und die Notwendigkeit, die im Herz liegenden Elektroden entfernen oder ersetzen zu müssen, sind beim S-ICD System minimiert oder vollständig beseitigt. Im Gegensatz zu einem transvenösen ICD, bei dem Elektroden über eine Vene geführt und mit der Herzwand verbunden werden, liegt die Elektrode eines S-ICDs genau wie das ICD-Gerät selber außen am Brustkorb direkt unter der Haut und nicht im Herzen. Dadurch bleiben Herz und Vene vollständig unberührt. Dies reduziert mögliche Komplikationen (z. B. systemische Infektionen). Auch die Elektrodenposition außerhalb des Brustkorbs wirkt sich positiv aus. Die Elektrode darf dicker sein und ist somit robuster. Die Anzahl möglicher Elektrodenbrüche kann dadurch minimiert bzw. verringert und die Hauptschwachstelle der TV-ICDs somit weitestgehend umgangen werden.

## Nachteile des S-ICDs
Ein Nachteil eines SICD kann sein, dass es nicht möglich ist, mit diesen Geräten niederenergetische Schrittmacherimpulse zur Behandlung einer sich möglicherweise entwickelnden oder bereits bestehenden Bradykardie zu verabreichen, da die dafür notwendigen Elektrodensonden in das Herz nicht vorhanden sind. Ebenso können deswegen keine antitachykarden Schrittmacherimpulse zur Behandlung von ventrikulären Tachykardien vom Gerät verabreicht werden, die dem Patienten möglicherweise einen deutlich unangenehmeren Hochenergieschock ersparen würden. Diese Nachteile treffen aber nur auf solche Patienten zu, die von derartigen Therapien tatsächlich profitieren würden. In Zukunft soll durch die Kombination mit einem implantierten Herzschrittmachersystem, das ebenfalls ohne transvenöse Elektroden auskommt (leadless pacemaker), hierfür ein Ausgleich geschaffen werden. Diese kleinen, kapselförmigen, in sich geschlossenen leadless pacemaker-Geräte werden direkt in die rechte Herzkammer implantiert und befinden sich vollständig innerhalb der Herzkammern (intrakardial). Auch für diese Geräte sind daher keine Elektroden oder subkutanen Taschen erforderlich. Sie arbeiten mit dem SICD als modulares Gesamtsystem, das sich momentan allerdings noch in der klinischen Prüfung befindet.

## Hersteller
Bisher ist Boston Scientific der einzige Hersteller von S-ICD Systemen.

## Implantationsverfahren im Vergleich: transvenös versus subkutan
| Implantationsverfahren für den transvenösen ICD | Implantationsverfahren für den subkutanen ICD |
| --- | --- |
| Ein transvenöser ICD wird im linken Schulterbereich nahe dem Schlüsselbein implantiert. Selten wird für bestimmte Patienten oder aus speziellen Gründen die rechte Seite bevorzugt.                                 | Im Gegensatz zum transvenösen ICD wird das Gerät im linken Brustbereich neben dem Brustkorb implantiert; die Elektrode wird oberhalb des Brustbeins direkt unter die Haut gelegt.              |
| Unter Durchleuchtung werden die Elektroden durch eine Vene und über die Herzklappe ins Herz geführt. | Anhand anatomischer Orientierungspunkte wird die subkutane ICD-Elektrode unter der Haut platziert. Der subkutane ICD benötigt für die Therapieabgabe keine im Herzen implantierten Elektroden. |
| Je nach Zustand des Herzens werden 1, 2 oder 3 Elektroden im Herzen platziert. Sobald sich die Elektroden an Ort und Stelle befinden, werden sie mit der Herzwand verbunden, um optimale Konnektivität zu erzielen. | Der subkutane ICD lässt Herz und Blutgefäße völlig unangetastet und intakt. |